# Генерація носіїв заряду
Генера́ція носії́в заря́ду — це процес утворення вільних електронів і дірок під впливом різних енергетичних факторів: теплової енергії, енергії світла, енергії електричного поля. Протилежним явищем є рекомбінація.
Електрон-діркова пара — фундаментальна одиниця генерації та рекомбінації, що відповідає електроному переходу з валентної зони до зони провідності.